# Porte d'Embas
Ne doit pas être confondu avec porte d'En-Bas ou porte d'en bas (Fontenay-Trésigny).
La porte d'Embas (ou d'En-Bas) est un édifice fortifié de la commune de Vitré, dans le département d’Ille-et-Vilaine en région Bretagne.

## Localisation
Elle se trouve à l’est du département et dans le centre-ville historique de Vitré, au numéro 31 de la rue d'Embas.

## Historique
La porte d'Embas comme l'enceinte des remparts de Vitré sont construits au XIIIe siècle mais une infime partie est encore visible de nos jours. Seul le pan de mur en moellons de schiste à droite de la tour Sud subsiste.
La porte d'Embas est reconstruite intégralement au XVe siècle pour accueillir la maison de ville de la municipalité de l'époque. Elle était constituée de deux grosses tours divergentes percées de hautes croisées avec mâchicoulis en schiste encadrant une barbacane en forme de fer à cheval. La tour sud qui subsiste a été entièrement chemisée d'un nouveau parement au XIXe siècle. Sa partie supérieure date de la même époque afin de lui redonner un aspect médiéval avec des mâchicoulis. Une partie XVe siècle est encore visible entre le restaurant donnant sur la place Saint-Yves et le no 30 rue d'Embas. Une cheminée suspendue au niveau d'un troisième étage témoigne de la présence d'une salle de la municipalité. Une casemate pour armes à feu est toujours visible dans les toilettes d'un restaurant contigu.
Lors des aménagements de voirie de la place Saint-Yves en 1998 et après des fouilles archéologiques, l'ancienne barbacane a été matérialisée au sol par l'usage de dalles en pierres de couleurs et textures différentes. L'on distingue la forme de fer à cheval en pierre de couleur beige correspondant aux anciens murs et l'intérieur de cette avancée défensive en dalles pourpres.
Une plaque explicative est présente sur la place Saint-Yves. Elle indique l'histoire et la représentation d'une peinture du XIXe siècle témoignant de la vue d'ensemble de la Porte d'Embas que l'on pouvait avoir à cette époque.
Elle a été inscrite au titre des monuments historiques le 5 novembre 1926,. L'ensemble de l'enceinte urbaine fortifiée — les parties subsistantes comme les vestiges — est inscrit depuis le 15 janvier 2014.

## Ouvrages de référence
- Daniel Pichot, Valérie Lagier et Gwenolé Allain, Vitré : Histoire et Patrimoine d'une Ville, Vitré, Somogy, Éditions d'Art, avril 2009, 295 p. (ISBN 978-2-7572-0207-4)

- Paul Banéat, Le Département d'Ille-et-Vilaine : Histoire - Archéologie - Monuments, t. IV, Mayenne, Éditions Régionales de l'Ouest, avril 1994, 584 p. (ISBN 2-85554-067-4)

## Architecture

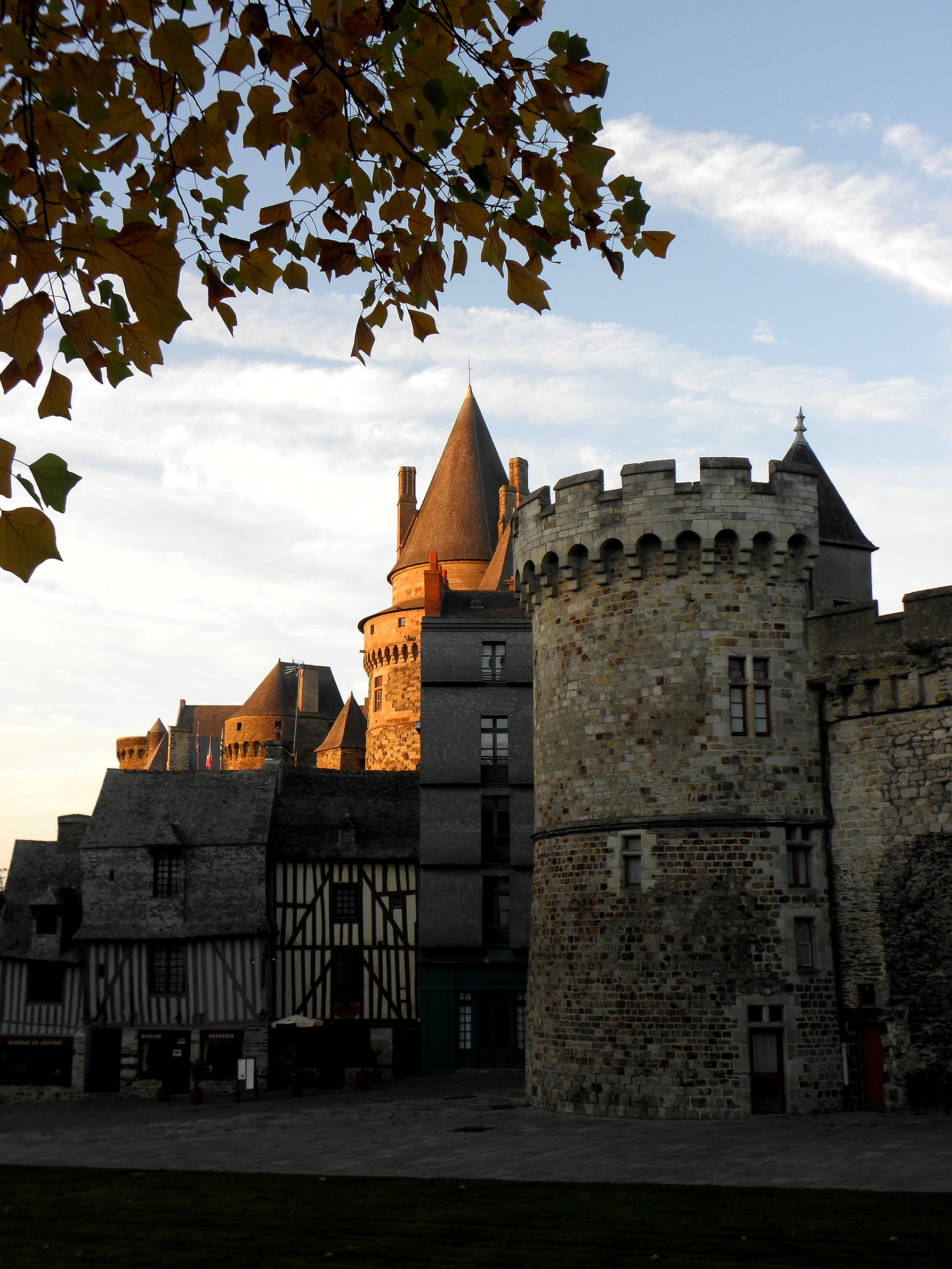
Porte avec le château de Vitré en arrière-plan.
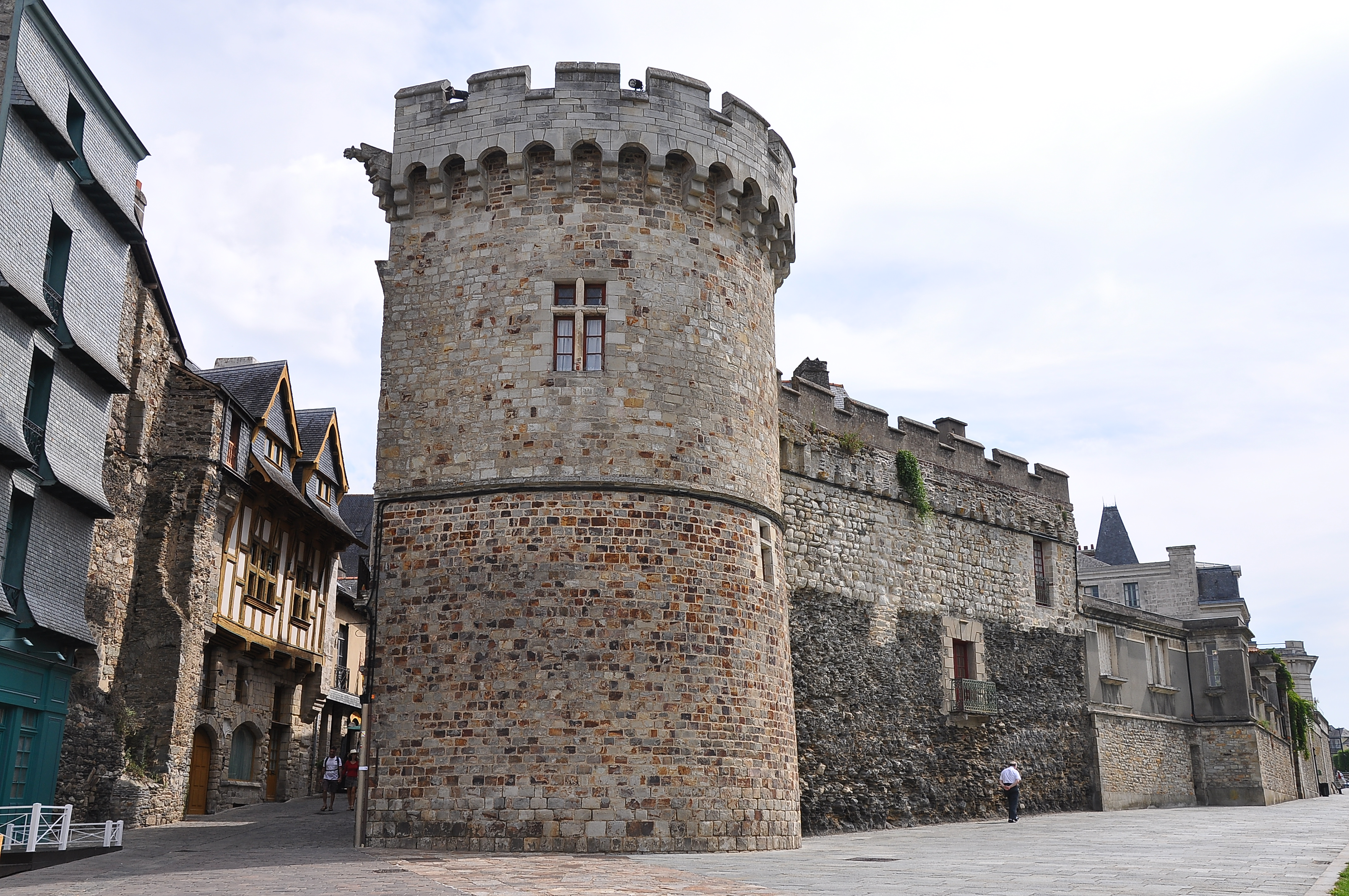
Porte et les remparts à sa droite.